# Saputo
Saputo Inc. er en canadisk børsnoteret mejerikoncern med hovedsæde i Montreal. Virksomheden havde 2021 en omsætning på 14,294 mia. canadiske-dollar og var Canadas største mejerivirksomhed. Der var i 2021 18.000 ansatte i virksomheden. Saputo-familien er de primære aktionærer i virksomheden.
Udenfor Canada er Saputo tilstede i USA, Argentina, Australien og Storbritannien.

## Historie
Giuseppe Saputo og hans søn Lino Saputo emigrerede til Montreal fra Montelepre på Sicilien i begyndelsen af 1950'erne. I 1954 startede de deres egen forretning. I 1957 blev Saputo's første egentlige produktionsfaciliteter bygget i Montreal.